# دوچرخه‌سواری در المپیک تابستانی ۱۹۶۰
دوچرخه‌سواری در بازی‌های المپیک تابستانی ۱۹۶۰ نام رویداد ورزش دوچرخه‌سواری در بازی‌های المپیک تابستانی بود که در سال ۱۹۶۰ برگزار شد. این مسابقات که فقط برای مردان بود از دو بخش دوچرخه‌سواری جاده و چهار بخش دوچرخه‌سواری پیست تشکیل شده بود.
ایتالیا توانست با کسب ۵ مدال طلا و ۱ نقره و ۱ برنز برنده این مسابقات شود.

## نتایج

### جاده
| رویداد             | طلا                                                                              | نقره                                                                         | برنز                                                                             |
| رقابت انفرادی جاده | ویکتور کاپیتانوف · اتحاد شوروی                                                   | لیویو تراپه · ایتالیا                                                        | ویلی فان دن برخن · بلژیک                                                         |
| تایم تریل تیمی     | ایتالیا (ITA) · لیویو تراپه · آنتونیو بایلتی · اوتاویو کولیاتی · گیاکومو فورنونی | تیم متحد آلمان (EUA) · گوستاو آدولف شور · اگون آدلر · اریش هاگن · گونتر لرکه | اتحاد شوروی (URS) · الکسی پتروف · ویکتور کاپیتانوف · یوگنی کلفتسوف · یوری ملیخوف |

| رویداد             | طلا                                                                      | نقره                                                                          | برنز                                                                                    |
| تعقیبی تیمی        | ایتالیا (ITA) · مارینو وینا · لوئیجی آرینتی · فرانکو تستا · ماریو والوتو | تیم متحد آلمان (EUA) · زیگفرید کلر · برند بارلین · پتر گرونینگ · مانفرد کلیمه | اتحاد شوروی (URS) · ویکتور رومانوف · آرنولد بلگارت · لئونید کلومبت · استانیسلاو موسکوین |
| اسپرینت            | سانته گایاردونی · ایتالیا                                                | لئو استرکس · بلژیک                                                            | والنتینو گاسپرلا · ایتالیا                                                              |
| تاندم              | جوزپه بگتو · و سرجو بیانکتو · ایتالیا                                    | یورگن زیمون · و لوتار اشتبر · تیم متحد آلمان                                  | ولادیمیر لئونوف · و بوریس واسیلیف · اتحاد شوروی                                         |
| ۱۰۰۰ متر تایم تریل | سانته گایاردونی · ایتالیا                                                | دیتر گیزلر · تیم متحد آلمان                                                   | روستیسلاف وارگاشکین · اتحاد شوروی                                                       |

## جدول مدال‌ها
| رتبه | کشورها         | طلا | نقره | برنز | مجموع |
| ۱    | ایتالیا        | ۵   | ۱    | ۱    | ۷     |
| ۲    | اتحاد شوروی    | ۱   | ۰    | ۴    | ۵     |
| ۳    | تیم متحد آلمان | ۰   | ۴    | ۰    | ۴     |
| ۴    | بلژیک          | ۰   | ۱    | ۱    | ۲     |